# Трірський університет
Трірський університет (нім. Universität Trier) — державний вищий навчальний заклад, первинно заснований 1473 року, 1798 року припинив своє існування. Після 172-літньої перерви був відновлений 15 жовтня 1970 року. Адміністративно тісно пов'язаний з теологічним факультетом Тріра (незалежний навчальний заклад). Нині в університеті навчаються понад 15 000 студентів на шести факультетах.

## Структура університету

### Факультети
Університет складається з шести факультетів. Нумерація факультетів відповідає порядку їхнього заснування.
- FB I — Педагогіка, філософія, психологія, психобіологія (2322 студенти, 15,9 %)
- FB II — Мовознавство, літературознавство, медіазнавство, фонетика, германістика, комп'ютерна лінгвістика (3573 студенти, 24,5 %)
- FB III — Єгиптологія, історія, антична археологія, мистецтвознавство, папірологія, політологія (1842 студенти, 12,6 %)
- FB IV — Економіка, соціологія, математика, інформатика, інформаційна економіка (3179 студентів, 21,8 %)
- FB V — Юриспруденція (1498 студентів, 10,3 %)
- FB VI — Географія, науки про Землю (1662 студентів, 11,4 %)

## Почесні доктори
- Дольф Штернбергер (1982), політолог
- Освальд фон Нелл-Брейнінг (1990), теолог і соціальний філософ
- Петер Гартц (1994), німецький менеджер
- Леолука Орландо (2005), мер Палермо
- Саломон Бірнбаум (1986), лінгвіст їдиш та іврит
- Інгеборг Есенвейн-Роте (1986), німецька економістка
- Ніклас Луман, німецький соціолог
- П'єр Вернер, прем'єр-міністр Люксембурга
- Анрі Люксембурзький, великий князь Люксембурзький

## Випускники
- Вільгельм Арнольд Гюнтер (1763—1843) допоміжний єпископ у Трірі
- Альвін Гаммерс (* 1942), професор пасторальної психології в єпископській семінарії в Трірі та педагог-психотерапевт
- Міхаель Матеус (* 1953), професор Майнцького університету імені Йоганнеса Гутенберга; колишній директор Німецького історичного інституту (DHI) у Римі
- Йоша Ремус (* 1958), письменник і журналіст
- Аннегрет Крамп-Карренбауер (* 1962), голова федерації ХДС
- Ґільдо Горн, власне Горст Келер (* 1963), поп-співак, викладач і музикотерапевт
- Фрідеріке Флес, (* 1964), президент Німецького археологічного інституту
- Карстен Турау (* 1967), журналіст
- Вібке Лоренц (* 1972), журналістка і письменниця
- Стефан Пфайффер (* 1974), професор античної історії в університеті Галле